# Déclaration de Montréal (2007)
Pour les articles homonymes, voir Déclaration de Montréal.
La déclaration de Montréal du 17 mars 2007 porte sur la diversité culturelle.
Elle fait suite à la Déclaration universelle de l'UNESCO sur la diversité culturelle de 2001.